# Ursula Kuczynski
Pour les articles homonymes, voir Kuczynski.
Maria Ursula Kuczynski - aussi connue sous les surnoms Sonja Schultz, Sonya ou son nom de plume Ruth Werner - née le 15 mai 1907 à Schöneberg et morte le 7 juillet 2000 à Berlin est une militante communiste, journaliste, espionne, agente du GRU, et écrivaine allemande.
Elle est considérée comme l'une des meilleures espionnes ayant travaillé pour l'URSS, notamment en tant qu'intermédiaire de l'espion et chercheur en nucléaire Klaus Fuchs. Elle est aussi connue pour son autobiographie Sonjas Rapport parue en 1977.

## Biographie

### Jeunesse
Ursula Kuczynski naît à Schöneberg (Berlin) dans une famille juive. Son père, Robert René Kuczynski (en), est économiste et statisticien, sa mère, Bertha Gradenwitz, est peintre. Un de ses cinq frères et sœurs, Jürgen Kuczynski, sera un éminent économiste.
Elle grandit dans une villa du bord du lac Schlachtensee. À 11 ans (en 1918), elle joue le rôle de Hederl dans le film Das Dreimäderlhaus (La Maison aux trois jeunes filles) de Richard Oswald. Elle va au lycée de Berlin-Zehlendorf. De 1924 à 1926, elle suit une formation de libraire et intègre la Ligue des jeunes communistes d'Allemagne (KJVD) et le Secours rouge. Elle adhère au Parti communiste d'Allemagne (KPD) en 1926.
En 1926-1927, elle est inscrite dans une école de bibliothécaires et travaille dans une bibliothèque de prêt. Elle est ensuite embauchée à la grande librairie Ullstein-Verlag, mais est renvoyée en 1928 en raison de son appartenance au parti communiste. De décembre 1928 à août 1929, elle trouve un emploi dans une librairie à New York. Après son retour en Allemagne, elle épouse l'architecte Rudolf Hamburger, membre du KPD.
D'août 1929 à juin 1930, elle dirige la Marxistische Arbeiterbibliothek (Librairie des travailleurs marxistes).

### En Extrême-Orient

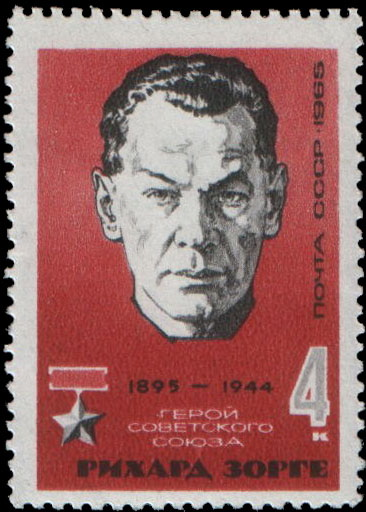
L'espion Richard Sorge, mentor (et amant) d'Ursula Kuczinski au début des années 1930.

En 1930, les services secrets soviétiques l'envoient en Chine. Son mari y travaille officiellement comme architecte de la municipalité de Shanghai (il dessine une partie du Shanghaï moderne, en plein essor immobilier) ; en fait, il espionne aussi pour l'URSS. Ruth, officiellement envoyée spéciale de journaux communistes, fonde un réseau d'espionnage communiste en Chine : révoltée par le contraste entre le luxe qui entoure les expatriés et la misère des Chinois qui meurent de faim par milliers, elle s'engage dans la lutte au côté des prolétaires.
Une amie, Agnes Smedley, une journaliste américaine en liaison avec le Komintern, présente Ruth à Richard Sorge. Ils deviennent amants. Sorge utilise l'appartement des Hamburger comme base arrière et lieu de réunion. Elle cache des armes et un agent en fuite pendant la période de troubles (guerre de Shanghai, 1932). Sorge fait savoir aux services secrets soviétiques que Frau Hamburger est une recrue de valeur et qu'elle serait à promouvoir.

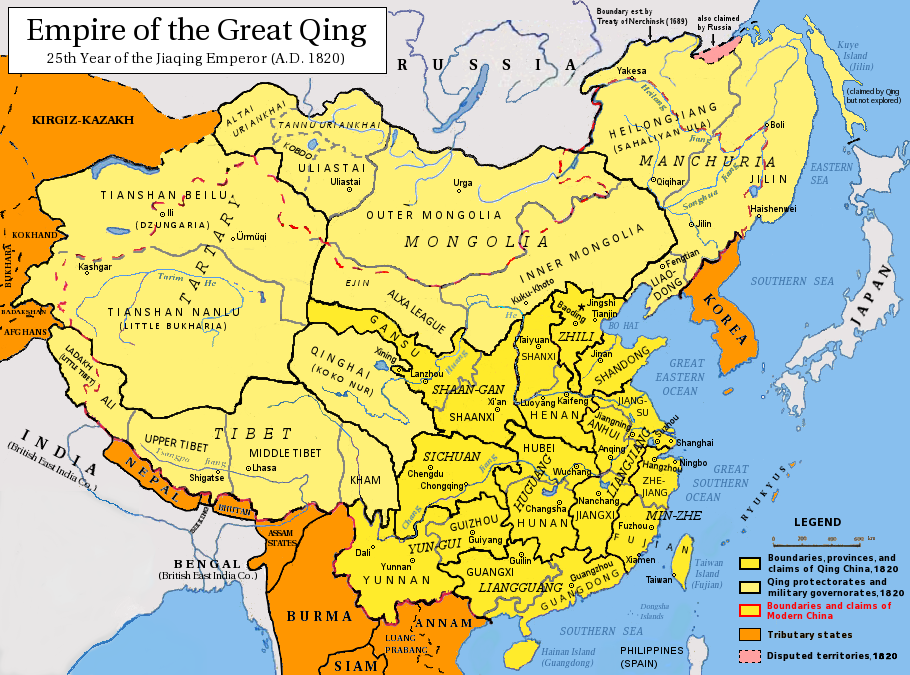
Dans les années 1920 et 1930, les étendues fertiles et les importantes ressources naturelles de la Mandchourie (en haut à droite de la carte) tentaient l'URSS et le Japon.

Fin 1933, Ruth suit un cours intensif d'espionnage à Moscou. Au bout de six mois, elle retourne en Chine, cette fois en prétendant être libraire. En fait, elle a pour mission d'établir la liaison entre le GRU et les Chinois communistes luttant contre l'occupant japonais en Mandchourie, et de transmettre ses renseignements à Moscou par radio.
En décembre 1934 elle est à Moukden, en août 1935 à Pékin, mais les services secrets chinois nationalistes, aidés par Morris "Two Gun" Cohen, pourchassent les agents soviétiques. Ruth, son mari et leurs 2 enfants parviennent à quitter la Chine et retournent en Angleterre (le père de Ruth, Robert René Kuczynski, est alors professeur à la London School of Economics) . Les Hamburger sont ensuite envoyés en Pologne (où Rudolf Hamburger occupe un poste d'officier supérieur du GRU).
En juin 1937 Ruth suit un cours d'espionnage à Moscou. Douée pour le Morse et le codage, elle devient une manipulatrice TSF émérite. Elle reçoit son premier Ordre du Drapeau rouge pour services rendus en Extrême-Orient.
Juste avant l'invasion de la Pologne début septembre 1939, Ruth (qui a pris le nom d'Ursula Schulz) et son mari sont envoyés en Suisse.
De plus, au début des années 1930, Ursula, servie par son physique (voir infra le chapitre "Photos") a joué dans trois films.

### En Suisse

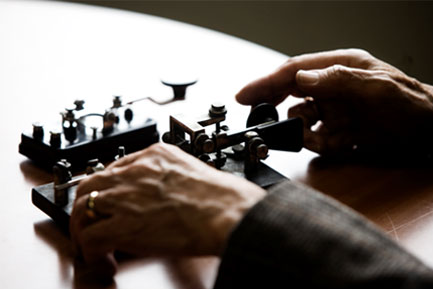
Pour l'espion des années 1920-1950, après la phase de récolte des renseignements, vient la phase de transmission de ces renseignements, et le manipulateur morse est alors l'outil essentiel.

En 1938 elle est en Suisse pour y reprendre le réseau d'espionnage que Vera Poliakova avait implanté. Elle adopte le nom de code "Sonia" et assure la liaison (tout en respectant les consignes de sécurité basées sur le cloisonnement et l'étanchéité) entre les réseaux d'espionnage pro-soviétiques opérant en Suisse : celui de Dora (pseudonyme d'Alexandre Radó, qu'elle forme à la transmission TSF), Lucy (Rudolf Roessler), et Octobre rouge.
À Caux, au-dessus de Montreux (dans le Canton de Vaud en Suisse), Ruth reçoit comme opérateur radio Alexander Foote, qui en revenant de la Guerre d'Espagne avait été recruté par la sœur de Ruth, Brigitte, et qui devient son amant. Puis elle délaisse Foote pour un agent récemment recruté, l'ex-interbrigadiste Leon Beurton.
En 1939, suivant les ordres du GRU et afin de passer pour une communiste déçue, Ursula Hamburger dévoile qu'elle a été une espionne soviétique et dénonce avec vigueur le pacte germano-soviétique de non-agression (signé par Molotov et Ribbentrop le 23 août 1939) . Elle divorce de Hamburger, épouse Beurton (en février 40), acquiert par mariage la nationalité britannique et se prépare à émigrer en Grande-Bretagne. D'ailleurs des bruits courent quant à une invasion prochaine de la Suisse par l'Allemagne.

### En Angleterre
Cependant la nurse de ses enfants, mécontente d'être congédiée, dénonce Ruth au service de contre-espionnage britannique. Personne ne tient compte des assertions de la nurse.
Installée à Oxford en 1941, alors que son mari est appelé sous les drapeaux (il fera plus tard partie des troupes d'occupation britanniques à Berlin), Ruth établit les connexions d'un réseau d'espionnage destiné à couvrir et protéger les activités du savant atomiste Klaus Fuchs et de sa secrétaire Melita Norwood. Ruth est aidée par sa sœur Brigitte, son père, son frère Jürgen Kuczynski (journaliste scientifique, agent de l'OSS, à qui son grade de lieutenant-colonel de l'US Army ouvre bien des portes) et divers immigrés allemands d'obédience communiste, dont Hans Kahle et Erich Henschke. Elle devient l'officier-traîtant de Fuchs, qui transmet à l'URSS ce qu'il sait des études menées par le groupe de scientifiques travaillant sur le projet britannique Tube Alloys. En 1943 « Sonia » fait savoir à Staline que Roosevelt et Churchill ont signé un accord pour que leurs deux pays élaborent ensemble une bombe atomique.
Quand en 1944 les Américains ont l'intention de parachuter des agents parlant l'allemand sur l'Allemagne, ils se mettent en rapport avec Erich Henschke et Mrs Beurton et leur demandent d'établir une liste de communistes allemands motivés susceptibles de remplir la mission, les États-Unis considérant alors l'URSS comme une alliée.
Klaus Fuchs est appelé en 1943 aux États-Unis pour participer au projet Manhattan. Ursula transmet alors sa surveillance à Anatoli Yatskov, consul général d'URSS à New York et chef des services secrets soviétiques aux États-Unis. Fuchs revient en Angleterre en 1946 comme directeur d'un des laboratoires de l'établissement de recherche atomique d'Harwell (Oxforshire). Il n'attire l'attention du contre-espionnage britannique qu'en 1949, à travers le Projet Venona. Quand Fuchs est arrêté en  janvier 1950, Ruth est inquiétée par le contre-espionnage britannique, mais ses liens avec Roger Hollis, directeur du MI5 (ils se sont connus en Chine et en Suisse) semblent la protéger. Son mari et elle résistent aux investigations pendant l'après-guerre, puis passent avec leurs enfants en RDA en 1950.

### En RDA

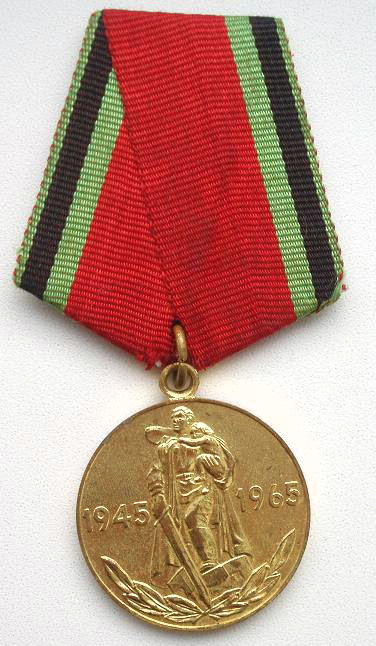
Médaille soviétique commémorative de la victoire de 1945.

Ruth reçoit son deuxième ordre du Drapeau rouge en 1969. Elle a quitté le GRU avec le rang de colonel et travaille pendant environ dix ans à l'AfI (Amt für Information, « Office pour l'Information »), bureau des « pays étrangers ». Mais elle est renvoyée pour négligence grave , ayant oublié de refermer un coffre.
Elle devient alors écrivaine, écrit des livres pour enfants, une biographie d'Olga Benário, Un panzer nommé Doris, Gros poissons-petits poissons, sous le nom de plume de Ruth Werner ; son autobiographie (Sonjas Rapport, Le Rapport de Sonia, 1977) est un best-seller.
Le mari de Ruth, Len Beurton, travaille à l'ADN (Allgemeiner Deutscher Nachrichtendienst), il meurt en 1997.
Ruth garde de bonnes relations avec Klaus Fuchs, qui est en RDA après avoir purgé dix ans de prison en Angleterre, et qui forme les atomistes chinois. Alexandre Radó, son collègue et ami au temps de la collecte de renseignements en Suisse, a été condamné à dix ans de goulag en 1945 : il avait cherché à déserter pour éviter le rapatriement en URSS.
Le premier mari de Ruth, Rudolf Hamburger, qui avait été envoyé par le GRU à Téhéran après avoir divorcé de Ruth en Suisse, a été condamné en 1943 à dix ans de goulag, puis est resté cinq ans en exil en Ukraine, avant de revenir en RDA, où il a contribué comme architecte à la construction du Wohnkomplex (quartier d'HLM) d'Hoyerswerda (Saxe).
Ruth est élue du SED (son frère Jürgen Kuczynski est membre du CC du parti quasi-unique de RDA, et y est connu pour son acrimonie), et siège à la Chambre du peuple, au « banc des anciens », presque jusqu'à sa mort.

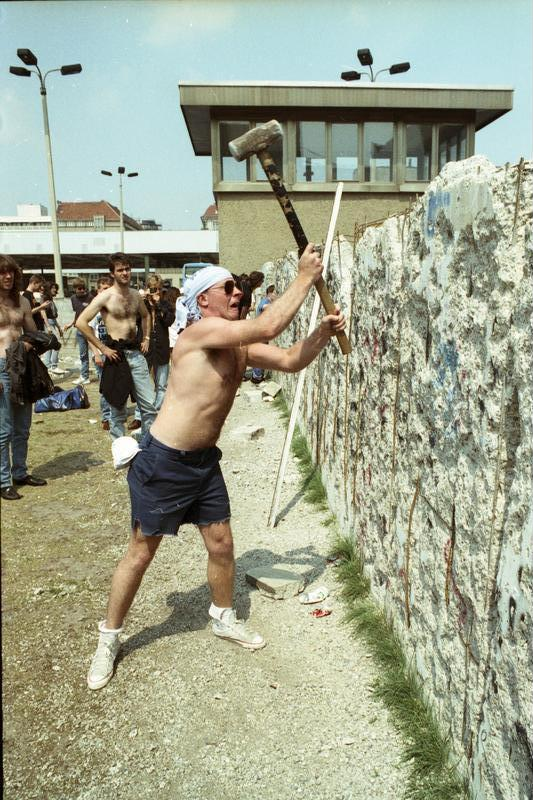
Le 22 juillet 1990 à Berlin, Potsdamer Platz : huit mois après la destruction du mur et quelques heures avant le grand concert rock The Wall, on cherche à démolir un peu plus le symbole, ou en récolter des fragments.

Ruth reçoit l'ordre de Karl Marx en 1984. En novembre 1989, à 82 ans, elle prend la parole au Lustgarten lors de la chute du mur de Berlin : elle proclame qu'elle croit en un socialisme à visage humain et en Egon Krenz, qu'elle est optimiste.
En 1986 elle a reçu une médaille pour le « 40e anniversaire de la Victoire dans la Grande Guerre patriotique de 1941-45 » (cf illustration supra), et en 1987 une barrette. En 1990 elle est nommée présidente du « Conseil consultatif pour les personnes âgées ».
Elle est enterrée en 2000 au cimetière de Berlin Baumschulenweg. L'ordre de l'Amitié russe lui a été décerné à titre posthume.
Elle a été « sans doute le plus efficace des agents secrets soviétiques pendant la Deuxième Guerre mondiale », et l'un des rares agents que Staline n'a pas fait disparaître.

## Vue par les journalistes
Fin 1983, Vladimir Shlyahterman, un journaliste ami d'Alexandre Rado, vient rendre visite à Ruth Werner. Elle le reçoit cordialement dans son pavillon au jardin soigneusement entretenu de la banlieue de Berlin. Il est frappé par la vivacité physique et intellectuelle de Ruth, qui a cependant oublié le russe faute de pratique depuis tant d'années. Ils échangent des souvenirs sur le couple Rado (Alexander est mort l'année précédente), qui l'a accueillie en Suisse. Quand Shlyahterman l'interroge sur ses actions en tant qu'espionne, elle le renvoie à son livre, Sonjas Rapport. Elle appelle son mari, Leon Beurton, qui descend saluer le visiteur. Ils prennent le thé. Ruth a été invitée à Moscou pour la dernière commémoration de la Révolution d'Octobre, mais Leon n'a pas reçu d'invitation. Ruth livre cependant quelques notes personnelles sur son passé : elle a été heureuse de quitter la Suisse en 1941, car le bruit courait que l'Allemagne allait l'envahir, et le sort d'une juive allemande espionne aurait été sombre ; quand elle était arrivée en Angleterre son correspondant ne s'était pas présenté, ayant été victime d'un accident, et elle s'était angoissée pendant plusieurs semaines ; mais sa radio était arrivée peu à peu, en pièces détachées, puis elle avait été contactée, et un rendez-vous lui avait été fixé. Mais il avait lieu dans une rue chaude de Londres, et les prostituées qui faisaient le trottoir avaient failli lui faire un mauvais parti en la voyant « lever un client ». Par la suite elle avait guidé l'atomiste Klaus Fuchs, et avait aussi trouvé amusant que l'OSS lui demande de dresser une liste de partisans germanophones fiables qui pourraient être parachutés en Allemagne (l'URSS était alors une « alliée » des Occidentaux) : ainsi les renseignements parviendraient plus vite à Moscou qu'à Washington ! À la demande de Shlyahterman elle lui montre son uniforme de colonel avec les deux ordres du Drapeau rouge, et les autres livres qu'elle a écrits.
La radio Deutschlandfunk a diffusé le 18 juin 2001 un reportage de Sabine Mieder, et on put entendre Ruth Werner s'exprimer.
Sur ses stages de formation à Moscou : « Nous avons appris à construire un émetteur, certes primitif mais qui nous permettait de contacter (le Centre) depuis presque n'importe quel endroit de Moscou, et j'ai appris à manipuler. J'étais une bonne manipulatrice, mais pas une bonne rédactrice de dépêches ».
Sur ses grossesses : « Quand j'en ai parlé à mon mari, il a refusé tout net, en me disant que je n'avais aucune idée du fardeau que pouvait être un enfant. Je n'ai presque rien répondu, mais je me suis débrouillée ».
Sur son engagement : « Lorsque les nazis sont arrivés il a été clair pour moi que j'avais tout perdu. Je n'avais plus de patrie ».
Sur ses contacts TSF : « Pour moi, c'était toujours un soulagement quand j'émettais et que j'avais une réponse. C'était merveilleux. Je savais qu'un soldat de l'Armée Rouge était là-bas (à Vladivostok quand nous étions à Shangaï, je ne sais où quand nous étions en Angleterre), et me répondant en étant bien installé, et c'était bon pour moi ».
Sur l'opération Barbarossa : « Oui, même par Rado. Je l'ai su par Rado. Len (Beurton) est arrivé et m'a dit que Rado était fou de rage parce qu'on ne l'avait pas cru. Il avait annoncé l'attaque et on ne l'avait pas cru ».
Sur les purges : « Oui, ça allait mal. Pour tout le monde, pour tous ceux qui à ce moment-là travaillaient pour l'URSS. Même les chefs étaient suspectés… Et la disparition de ces 2 personnes (Rolf Hamburger et Alexander Rado), que je ne comprenais pas. Mais je me suis donné une explication : les capitalistes font tout ce qu'ils peuvent pour nous détruire, et il doit y avoir beaucoup de traîtres à Moscou. Ce sont juste des traîtres. Et je l'ai avalé comme ça ». 
Sur la lutte pour le pouvoir au sein du parti : « Si vous entrez dans la machine du parti, ou bien vous attrapez des ulcères gastriques, ou bien vous vous cassez le cou, ou bien vous succombez au poison de l'exercice du pouvoir ».

## Photos
- Deux photos de Ruth jeune sont visibles sur l'article Wikipédia en russe.
- Une photo de 1935 est visible sur le site de la Wiener Zeitung[8].